# Фортеця Куфштайн (Тіроль)
Фортеця Куфштайн (нім. Festung Kufstein) — одна з найбільших і найпривабливіших фортифікацій на теренах австрійської землі Тіролю. Вона належала єпископам Регенсбургу і була споруджена на 90 м скелі над містом Куфштайн, що є головним містом однойменного округу.

## Історія
Фортеця була вперше згадана 1205 року як «Castrum Caofstein». У 1415 році її розбудував баварський герцог Людвиг ІІ Бородатий. Після облоги 1504 рокуМ мйбутній імператор Максиміліан I захопив місто і фортецю, яку відновив і збудував нові укріплення.
1703 року Баварія окупувала Тіроль, піддалась фортеця Куфштайн. Наступного року після повстання селян баварці змушені були залишити Тіроль. На початку Наполеонівських війн Баварія була союзником Франції і за Пресбурзьким миром 1805 року отримала у володіння Тіроль. За рішенням Паризької мирної угоди 1814 року Тіроль повернувся до Австрії. Фортеця Куфштайн починає використовуватись як державна в'язниця. З 1924 року вона перейшла у власність міста, а 1996 року її орендувало товариство Top City Kufstein GmbH. У фортеці проводять концерти, виставки. До фортеці можна доїхати панорамним фунікулером. З 2005 року над укріпленням Josefsburg встановлено мобільний дах для проведення різноманітних заходів.

## Галерея

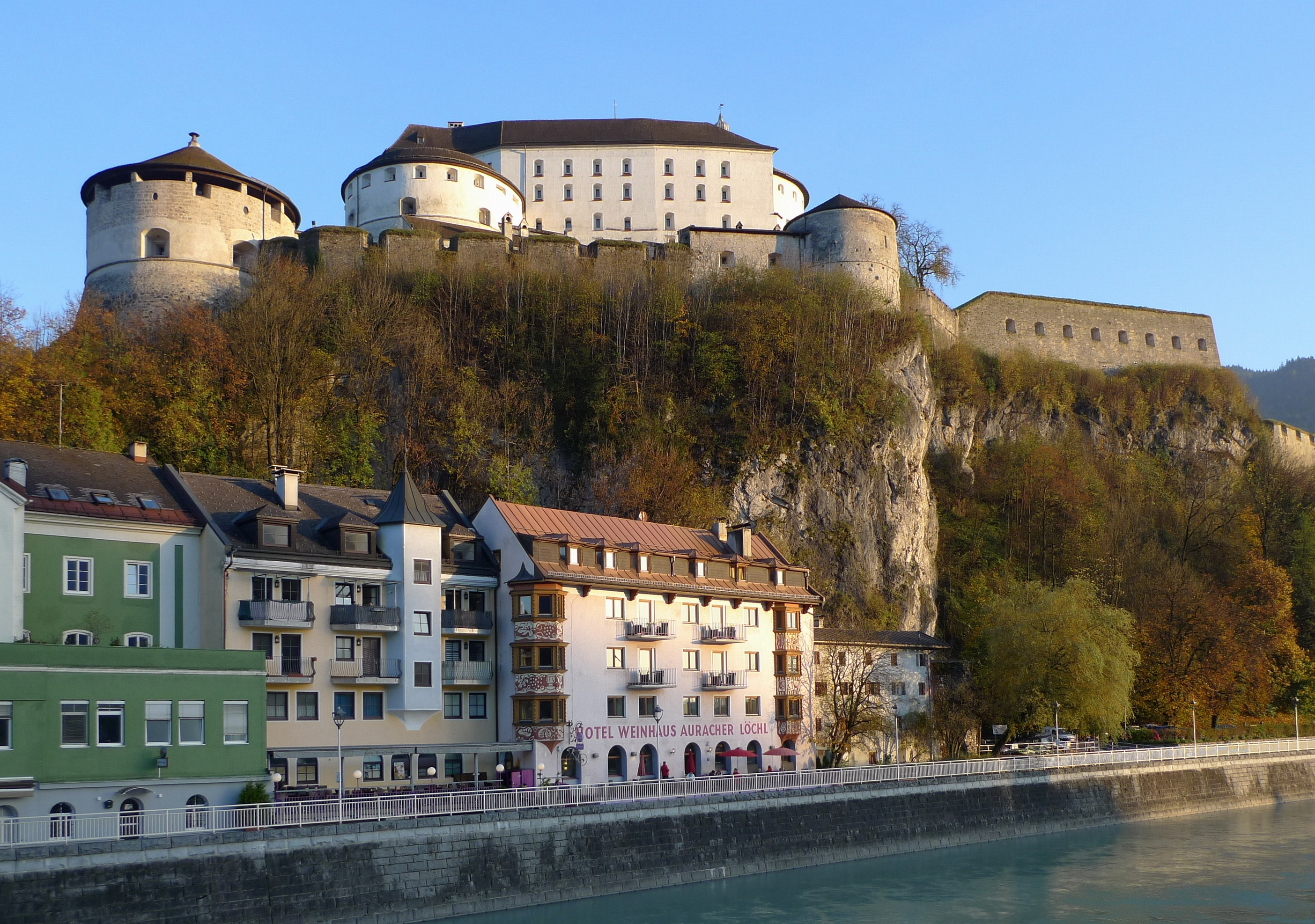
Вид з ріки Інн
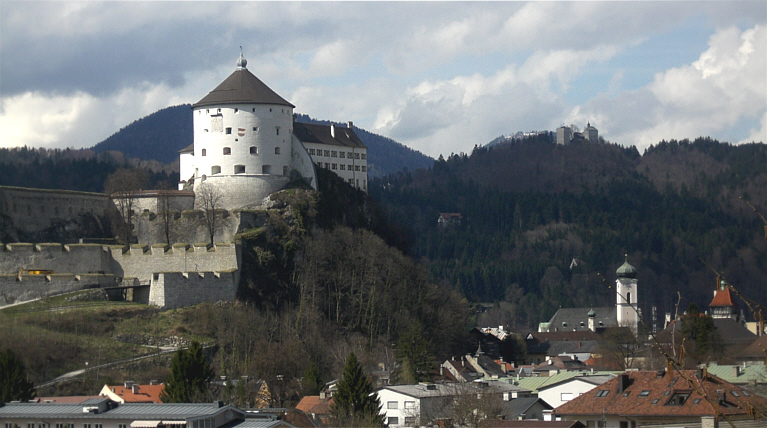
Фортеця Куфштайн.На горі ззаду руїни Тірбергу
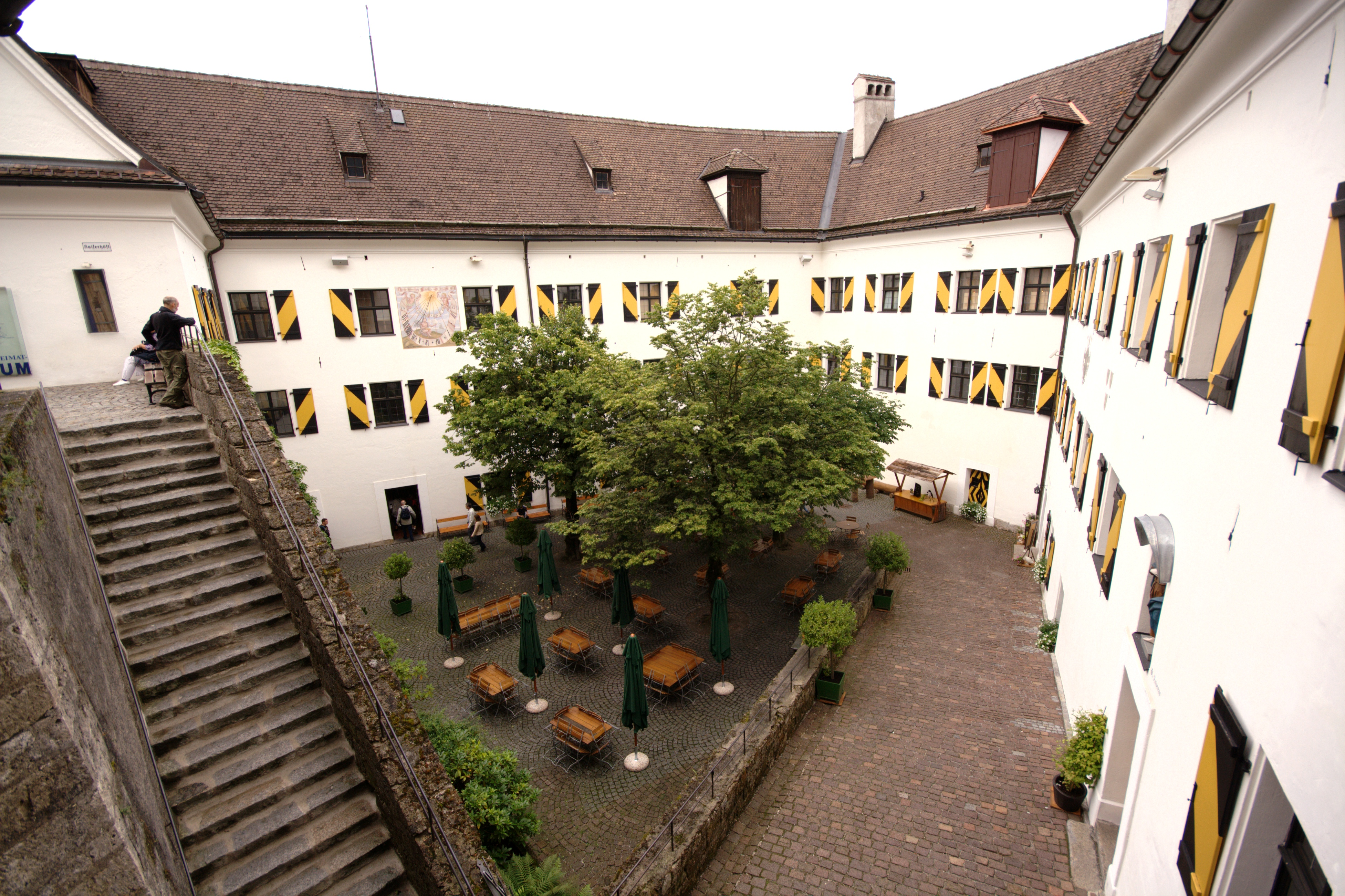
Внутрішній двір
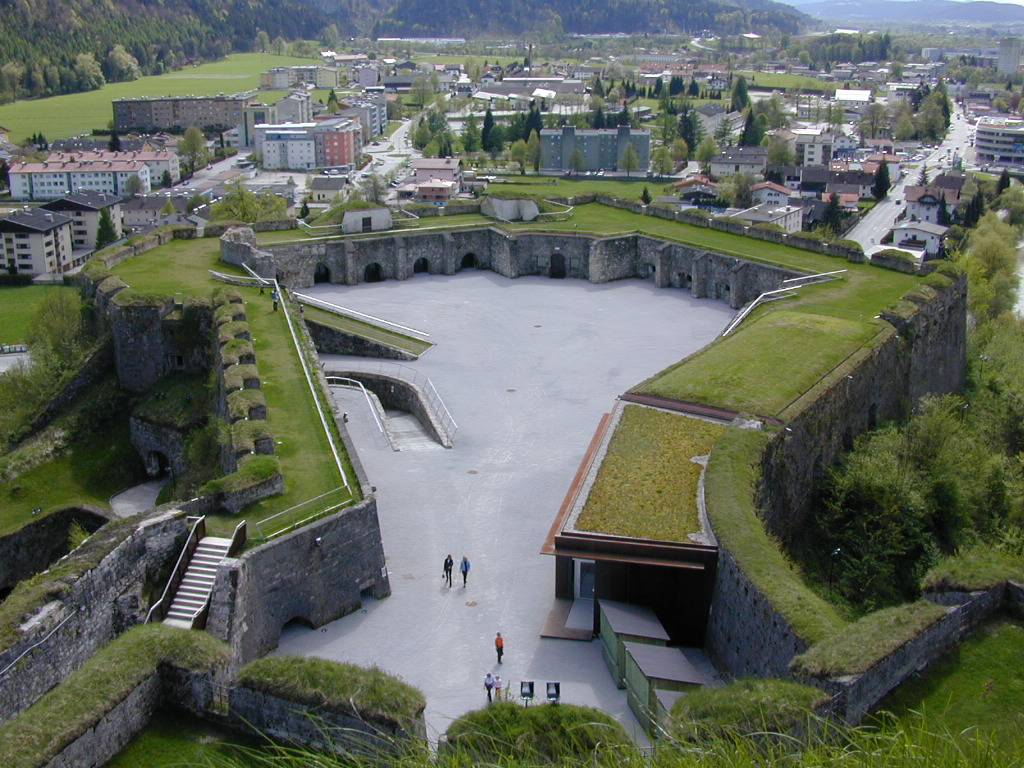
Josefsburg
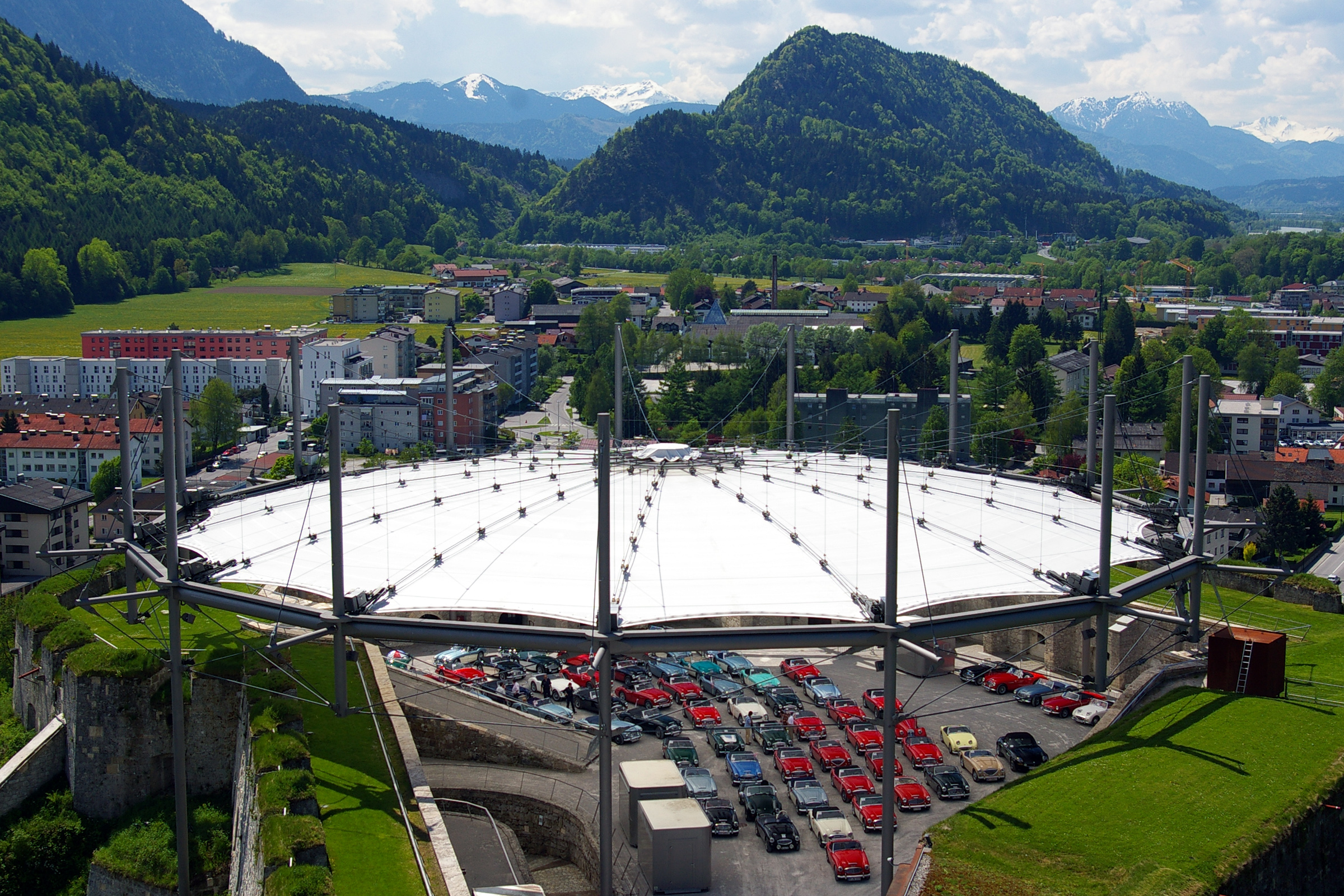
Josefsburg під мобільним дахом
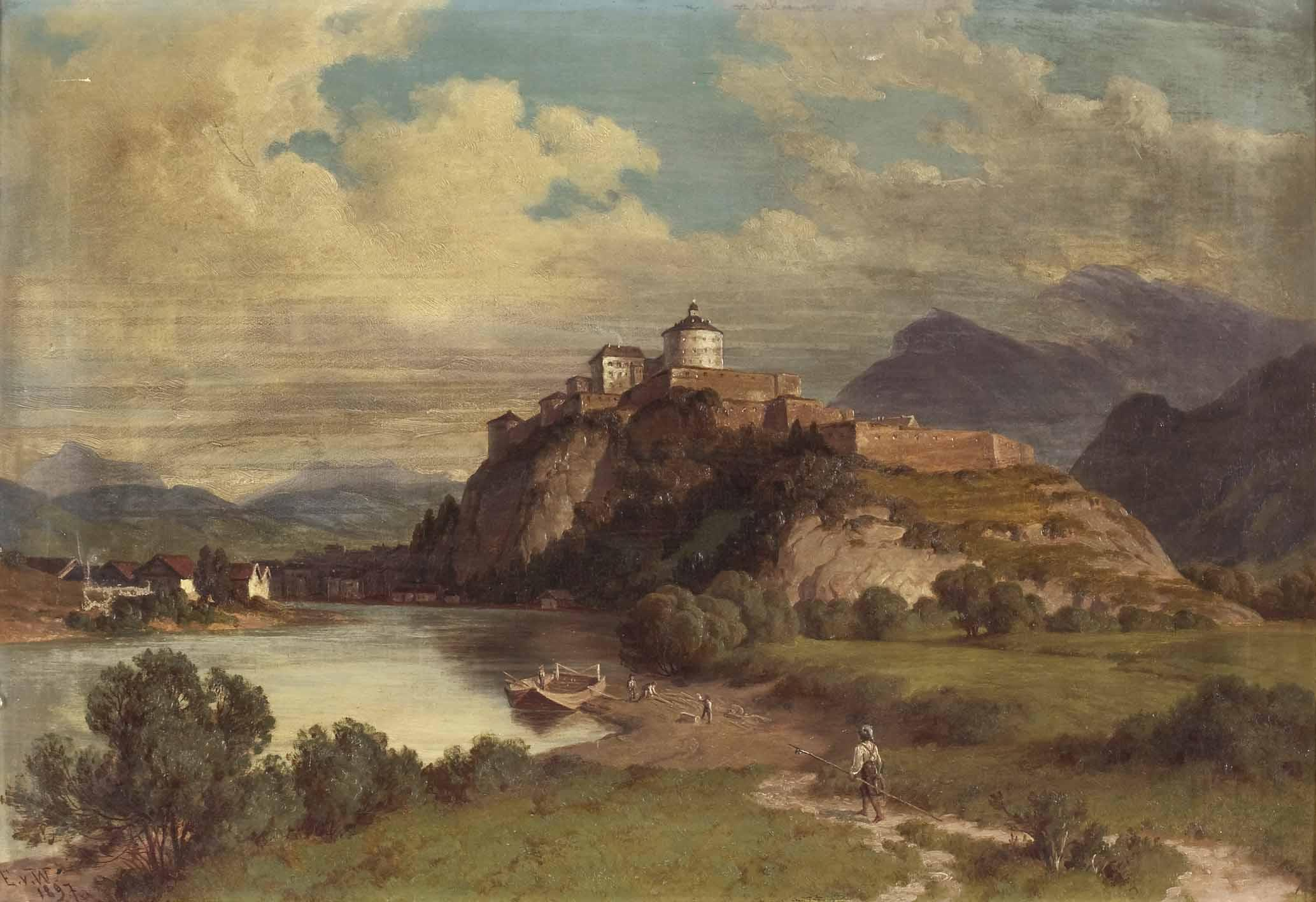
Фортеця Куфштайн. Худ. Е. Ворндл. 1897
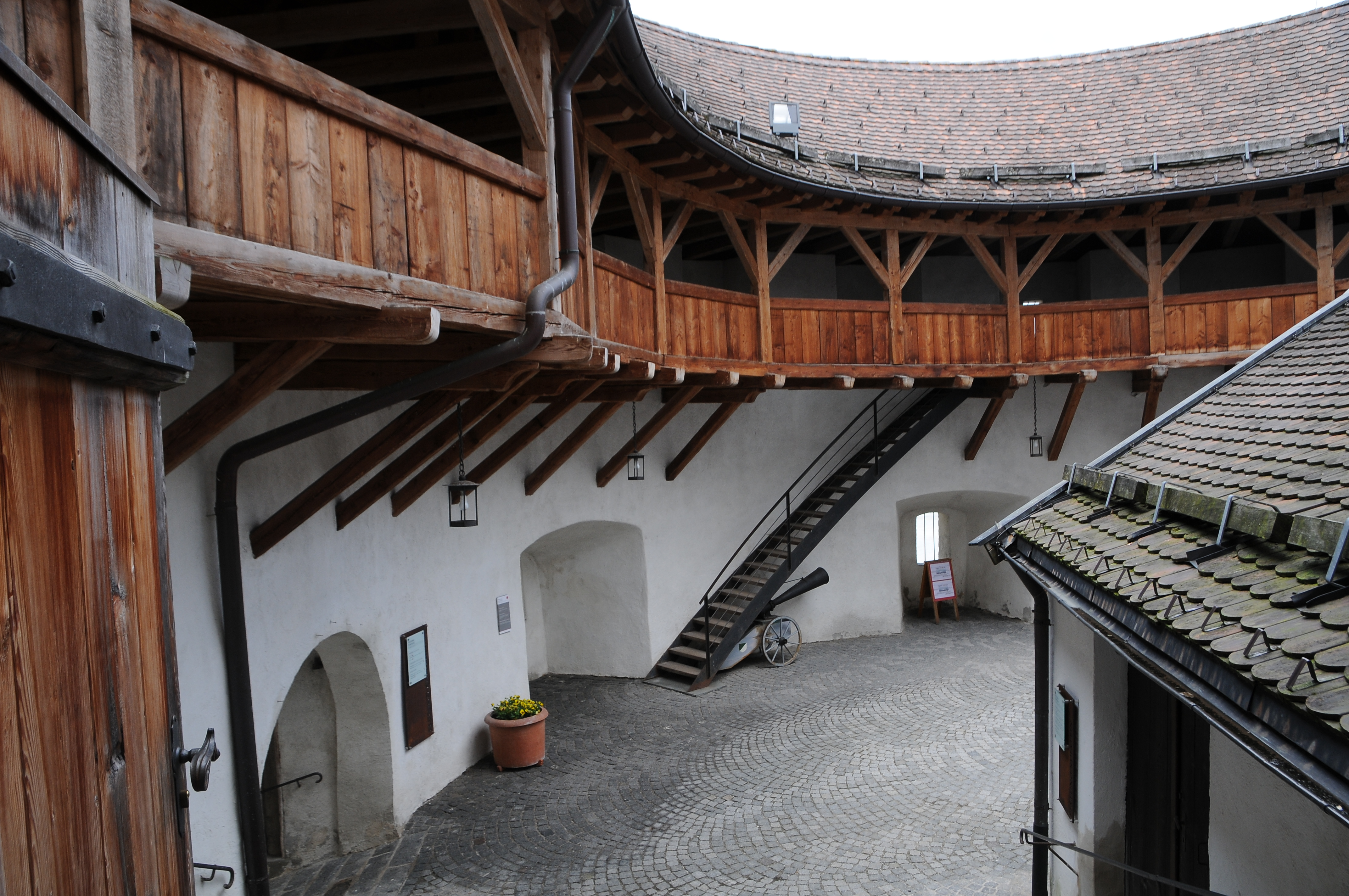
Двір бастеї
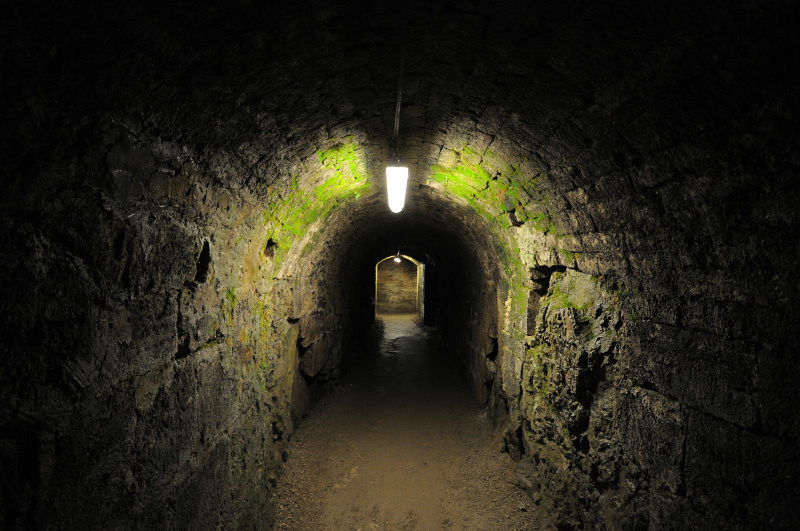
Підземелля
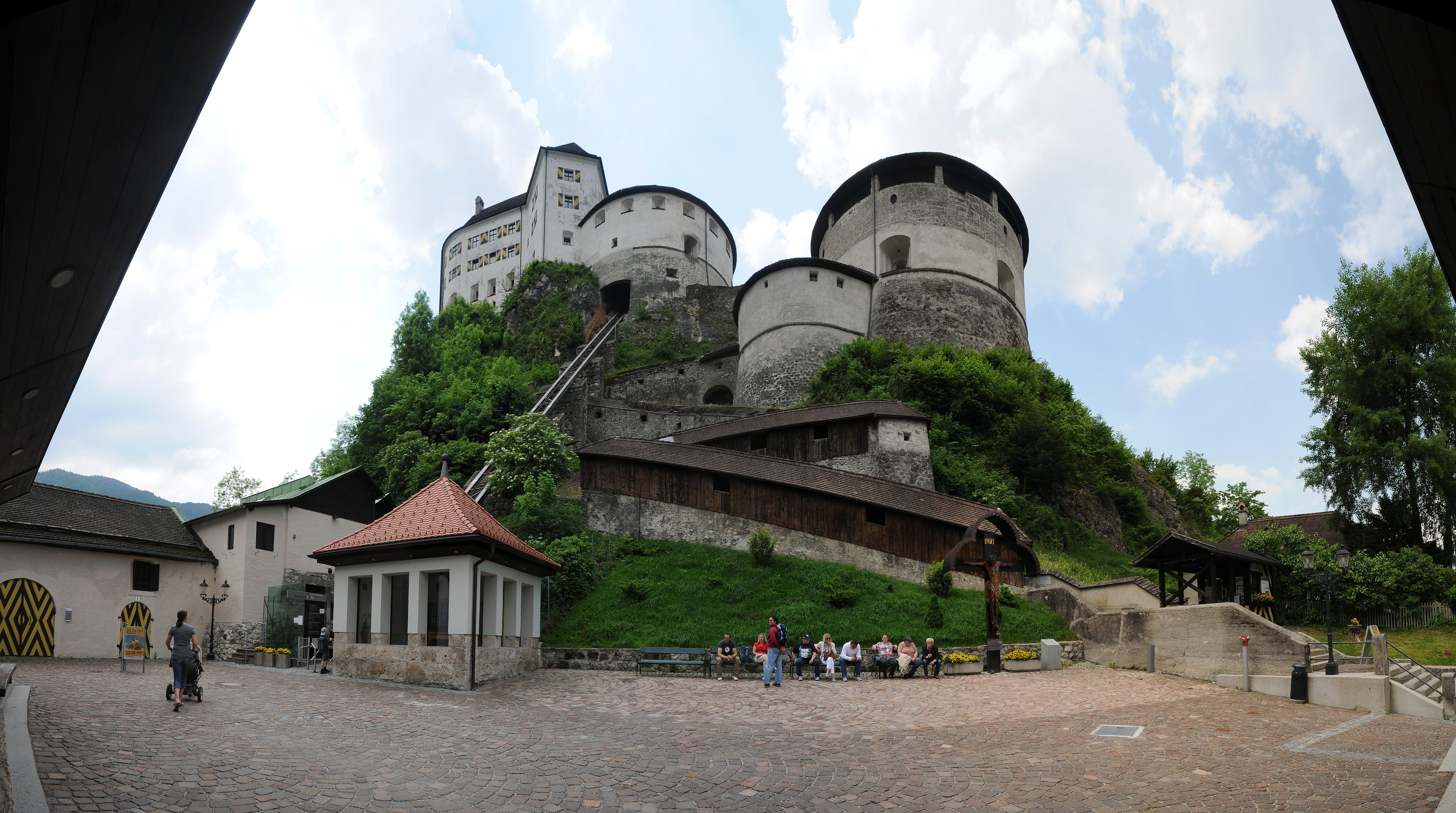
Вхід до фортеці і фунікулер
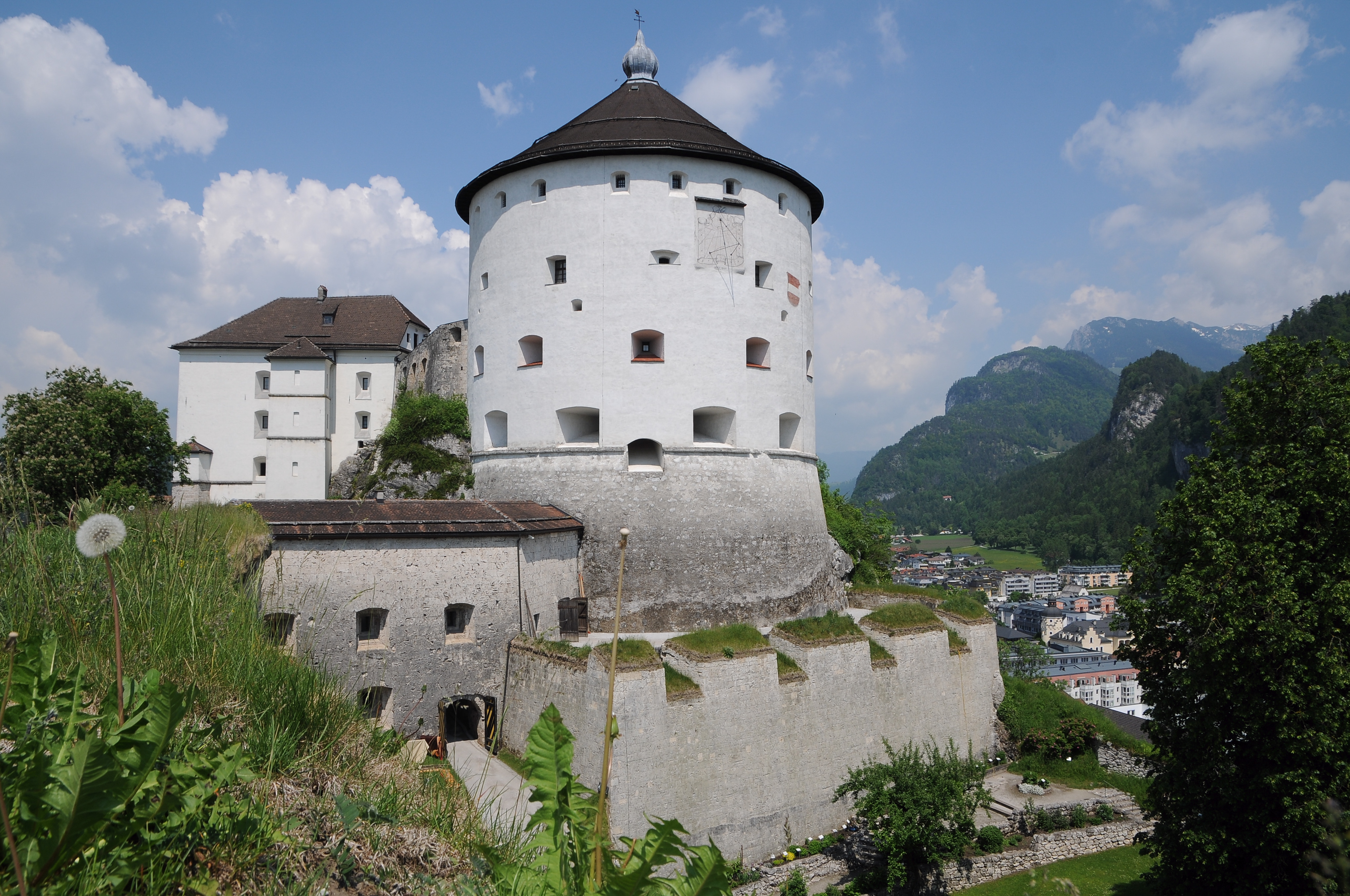
Головна вежа фортеці